# Tiny Beautiful Things (série télévisée)
Tiny Beautiful Things est une mini-série américaine en huit épisodes d'environ 30 minutes créée par Cheryl Strayed, mise en ligne le 7 avril 2023 sur Hulu et sur Disney+ dans les autres pays.
Il s'agit d'une adaptation de la collection de nouvelles Tiny Beautiful Things de l'autrice américaine Cheryl Strayed, publiée en 2012 aux États-Unis.

## Distribution

### Principaux
- Kathryn Hahn (VF : Laura Blanc) : Clare Pierce
  - Sarah Pidgeon (VF : Zina Khakhoulia) : Clare, jeune
- Quentin Plair (VF : Diouc Koma) : Danny Kinkade
  - Stevonte Hart (VF : Jonathan Gimbord) : Danny, jeune
- Tanzyn Crawford (VF : Mélissa Berard) : Frankie Rae Kinkade

### Récurrents
- Merritt Wever (VF : Jessie Lambotte) : Frankie Pierce
- Michaela Watkins (VF : Louise Lemoine-Torrès) : Amy Adler
  - Beth Triffon (VF : Isabelle Volpé) : Amy, jeune
- Owen Painter (VF : Thierry D'Armor) : Lucas, jeune
  - Nick Stahl : Lucas plus âgé
- Tijuana Ricks (VF : Déborah Claude) : Mel Green
- Aneasa Yacoub (VF : Fily Keita) : Montana
- Elizabeth Hinkler (VF : Charlotte Hennequin) : Shan Richards
- Julien Marlon Samani (VF : Aurélien Raynal) : Zach Charles
- Johnny Berchtold (VF : Erwan Tostain) : Jess
- Marlow Barkley : Petite Clare

 Source et légende : version française (VF) sur RS Doublage

## Épisodes
1. Pilot
2. Yours Sugar
3. The Ghost Ship
4. Under the Stars
5. The Nose
6. Broken Things
7. Go
8. Love